# Языков, Степан Антипович
Степан Антипович Языков (ум. 1760) — генерал-поручик Русской императорской армии; член Военной коллегии.

## Биография
Из дворян. Службу свою начал еще при императрице Анне Иоанновне, но особенно выдвинулся по службе во время Семилетней войны. Произведенный 25 декабря 1755 года из подполковников в полковники, он 5 января 1758 года, минуя бригадирский чин, был произведен прямо в генерал-майоры.  
Отличился в сражении при Гросс-Егерсдорфе, где действовал, будучи командиром 1-го Гренадерского полка, и был ранен. Позднее  В. В. Фермор, командир дивизии, в которой находился полк Языкова, в донесении сообщал: 
Каждый по своей должности и с храбростью дело свое справляли, а наипаче 1-го гренадерского полка полковник Языков.
Другой участник сражения А. Т. Болотов отзывался о Языкове следующим образом: 
А если кто славился и всею армиею похваляем был, то честь сию можно приписать полковнику Языкову. Он сделал более нежели все, хотя был сам изранен впрах, но с полком своим выдержал весь огонь и, отбив стремящегося всею силою неприятеля, удержал весьма важный пост.
Затем, 17 декабря 1757 года Степан Антипович Языков был произведен в генерал-майоры, а 1 января 1759 года — в генерал-поручики. В 1760 году назначен членом Военной коллегии, причем, признавая необходимым его пребывание при нашей заграничной армии, государыня Елизавета Петровна повелела не вызывать его из-за границы к исполнению новых служебных обязанностей до окончания войны с королем прусским. Тем не менее, Языкову недолго пришлось оставаться в рядах русского заграничного контингента; 11 декабря 1760 года он скоропостижно скончался в городе Кёнигсберге.